# مايكل دنلوب
مايكل دنلوب (بالإنجليزية: Michael Dunlop)‏ مواليد 10 أبريل 1989، هو متسابق دراجات نارية أيرلندي شمالي وأخوه هو روبرت دنلوب وعمه المتسابق جوي دنلوب، حقق انتصارات في كأس جزيرة مان السياحية سنة 2009 و 2014.